# George Robert Stibitz
George R. Stibitz (York, Pensilvania, 20 de abril de 1904 - 31 de enero de 1995) fue un científico estadounidense conocido mayoritariamente por sus trabajos realizados en los años 30 y 40 sobre el desarrollo de circuitos digitales lógicos, usando relés electromecánicos como conmutadores.

## Estudios
Se graduó como doctor en matemáticas aplicadas por la Universidad de Denison en 1926 de Granville, Ohio. Recibió su grado de Maestría (inglés: Master Degree) en el Union College en 1927, y se doctoró en física matemática en 1930 por la Universidad de Cornell.

## Actividades que desarrolló
Al finalizar sus estudios entró a trabajar en los Laboratorios Bell como consultor matemático.
De 1940 a 1945, trabajó en la Oficina estadounidense de investigación y desarrollo científico. Durante la Segunda Guerra Mundial, fue consultor en matemáticas para varias agencias del gobierno estadounidense.
En 1964 se unió al Departamento de Filosofía en la Facultad de medicina de Dartmouth, para trabajar en la investigación del uso de la física, las matemáticas y las computadoras en sistemas biofísicos. A partir de 1966 se dedicó a ejercer la enseñanza.
Fue miembro de la Facultad del Dartmouth College desde 1964, con la finalidad de tender puentes entre los campos de la computación y la medicina. Se jubiló en 1983. Tanto en el Smithsonian Institution como el American Computer Museum se pueden ver (o se han podido apreciar) réplicas de su "Model K", en honor a su trabajo desarrollado.
En la actualidad se entrega anualmente el premio George R Stibitz Computer Pioneer del American Computer Museum, premio que destaca a los pioneros en el campo de la investigación informática, y que entre otros se ha otorgado a Ray Tomlinsson.

## Su trabajo científico
A partir del año de 1930, Howard Aiken y George Robert Stibitz iniciaron el desarrollo de calculadores automáticos a partir de componentes mecánicos y eléctricos.
En noviembre de 1937, Stibitz, que por aquel entonces estaba trabajando en los Laboratorios Bell, completó una computadora basada en relés y válvulas que denominó Model-K, Modelo-K (la K hace referencia a kitchen, cocina en inglés, que fue donde realizó su montaje). Realizaba cálculos basados en sumas binarias. Los Laboratorios Bell aprobaron entonces un programa de investigación completo, a finales del año 1938, con Stibitz a la cabeza. 
En 1939, para realizar cálculos aritméticos con números complejos necesarios en trabajos de filtrado de señales, empezó la construcción de una máquina llamada Calculadora de Números Complejos ("Complex Number Calculator"), que completó el 8 de enero de 1940. En una demostración realizada en una conferencia de la Mathematical Society, celebrada el 11 de septiembre de 1940 en el Dartmouth College, Stibitz envió comandos a la computadora a través de una línea telefónica. Fue la primera vez en la historia que, de hecho, se usó una máquina computadora de forma remota a través de una conexión telefónica.
Como resultado de su actividad, se producen 4 calculadores que se designaron con los nombres de  MARK-1,  MARK-2, MARK-3 y MARK-4, este último, construido en el año de 1945, incorporaba algunos componentes electrónicos (válvulas electrónicas), pero en su mayor parte estaba construido a partir de elementos eléctricos (relevadores) y mecánicos.
Stibitz consiguió 38 patentes, aparte de las que obtuvo mediante sus trabajos en los Laboratorios Bell.
- Datos: Q92839